# Баишево (Зианчуринский район)
Баи́шево (баш. Байыш) — деревня в Зианчуринском районе Республики Башкортостан Российской Федерации. Административный центр  Баишевского сельсовета.

## География

### Географическое положение
Расстояние до:
- районного центра (Исянгулово): 97 км,
- ближайшей ж/д станции (Кувандык): 66 км.

## Население
| 1939 | 1959 | 1970 | 1979 | 1989 | 2002 | 2009 |
| ---- | ---- | ---- | ---- | ---- | ---- | ---- |
| 561  | ↗565 | ↘557 | ↘478 | ↗490 | ↗518 | ↗526 |
| 2010 |      |      |      |      |      |      |
| ↘431 |      |      |      |      |      |      |

### Национальный состав
Согласно переписи 2002 года, преобладающая национальность — башкиры (99 %).

## Известные уроженцы, жители
- Садыкова Фарида Валеевна (род. 11 июля 1956) — учёный-селекционер. Кандидат биологических наук (1997).